# Eglin Air Force Base

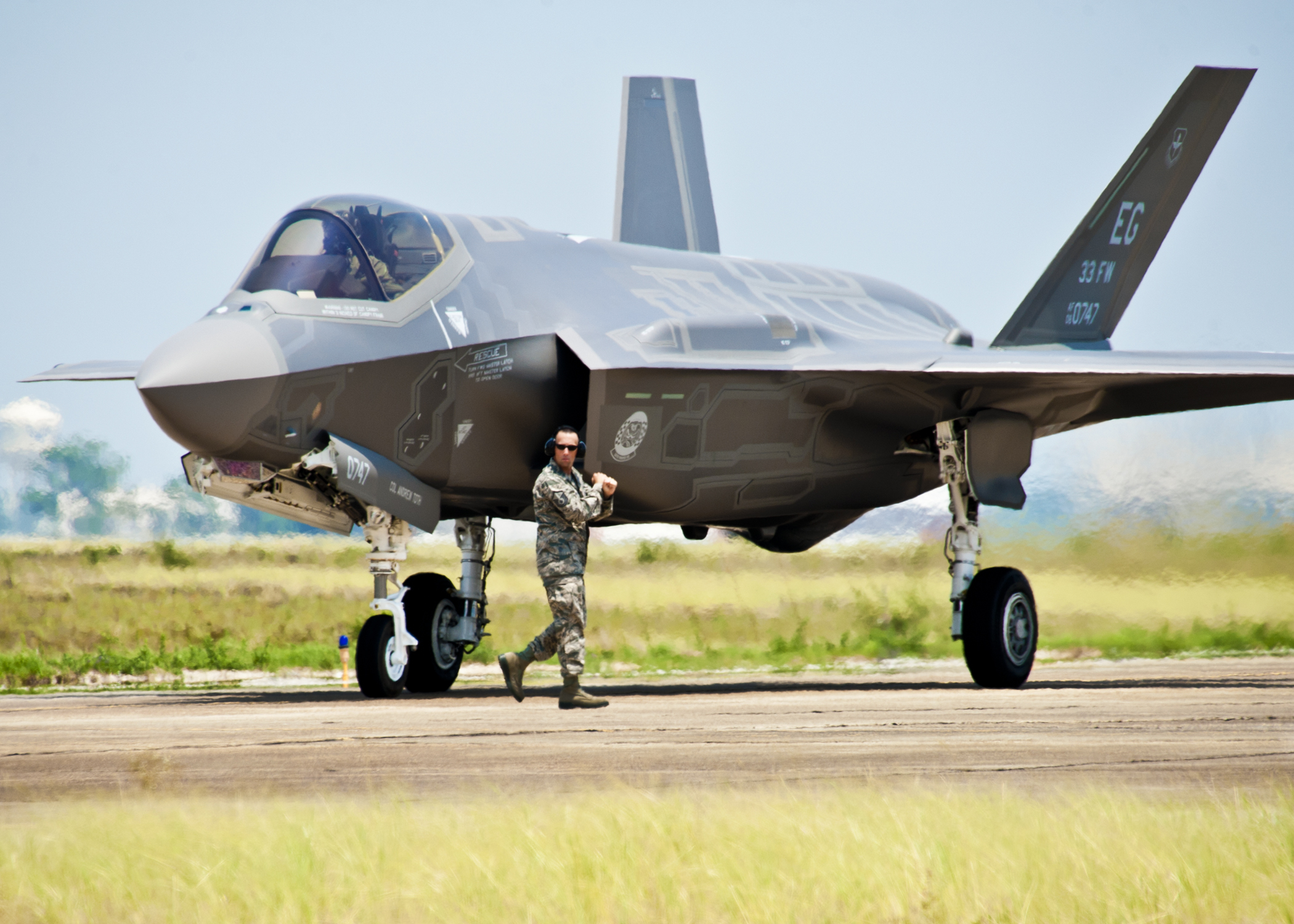
F-35 Lightning II på Eglin Air Force Base.

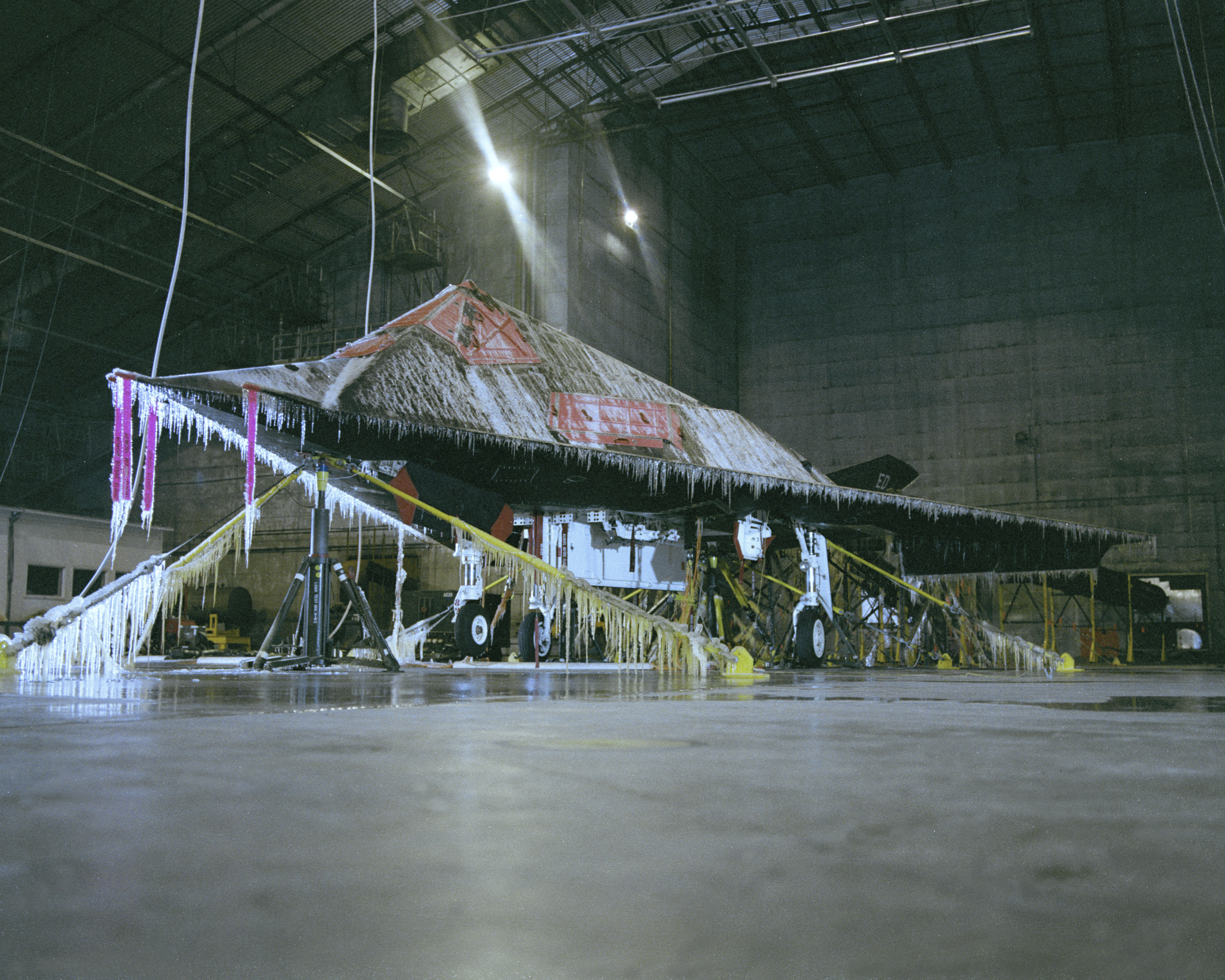
En F-117 Nighthawk genomgår köldtester vid McKinley Climatic Laboratory på Eglin Air Force Base under 1991.

Eglin Air Force Base är en militär flygplats (IATA: VPS, ICAO: KVPS, FAA LID: VPS) tillhörande USA:s flygvapen som är belägen i den västra delen av delstaten Florida i Okaloosa County.
Flygbasen ligger i anslutning till ett större övningsområde inom vars gränser även Hurlburt Field ligger. Antalet anställda uppgår till 20 000 och anläggningen bidrar med tjänster till en population på 95 000 som inkluderar militär personal i aktiv tjänst och deras anhöriga, reservister och pensionsavgångna i USA:s väpnade styrkor.

## Bakgrund
Under 1931 letade personal från Army Air Corps Tactical School (vid Maxwell Field, Alabama) efter ett möjligt övningsområde och såg potentialen för ett obebyggt skogsområde utanför Valparaiso i Florida, samt det tillhörande kustområdet vid Mexikanska golfen. Den lokale affärsmannen och flygplanentusiasten James E. Plew såg möjligheten att få en militär anläggning till närområdet som tyngts av den stora depressionen. 1933 hyrde han Plew ut mark till staden för byget av en lokal flygplats och året därefter erbjöd han en donation till USA:s federala statsmakt för uppförande av ett militärt övningsområde: detta blev grunden till övningsanläggningen som öppnade i juni 1935. I augusti 1937 bytte basen namn till Eglin Field, till minne av överstelöjtnant Frederick I. Eglin som i januari 1937 omkom i en flygolycka.
Vid tiden för andra världskrigets utbrott i Europa valde arméflygkårens befälhavande general Henry H. Arnold ut Eglin Field för vapentester. I juni 1940 överförde U.S. Forest Service Choctawhatchee National Forest på över 100 000 hektar till krigsdepartementet. I mars 1942 användes Eglin Field av Jimmy Doolittle för att förbereda sina besättningar inför Doolittleräden.
Efter andra världskrigets slut så har Eglin Field, efter flygvapnets bildande Eglin Air Force Base, använts för vapentester och utprovningsverksamhet.

## Verksamhet
96th Test Wing är basens värdförband (ingår i Air Force Test Center och Air Force Materiel Command) och det utför utprovningsverksamhet för vapen som används i flygplan, navigationssystem, ledningssystem samt för utrustning som används av Air Force Special Operations Command. 
Ett annat förband på Eglin är 33d Fighter Wing (33 FW) (ingår i Air Education and Training Command) som är det primära utbildningsförbandet för flygplanstypen F-35 Lightning II för såväl piloter i flygvapnet samt i USA:s flotta och USA:s marinkår.
Andra förband på Eglin är ett utbildningsförband från Nederländernas flygvapen för F-35, Air Force Research Laboratory Munitions Directorate, 49th Test and Evaluation Squadron, 7th Special Forces Group (7th SFG) i U.S. Army Special Forces samt Naval School of Explosive Ordnance Disposal (EOD) som utbildar bombröjare för samtliga försvarsgrenar under flottans ledning.